# Olivier Dall'Oglio
Olivier Dall'Oglio, nascut el 16 de maig de 1964 a Alèst (Gard), és un entrenador de futbol i antic jugador de futbol professional francès.